# 林德巴赫河 (洛爾河支流)
50°3′21.44″N 9°29′3.15″E / 50.0559556°N 9.4842083°E

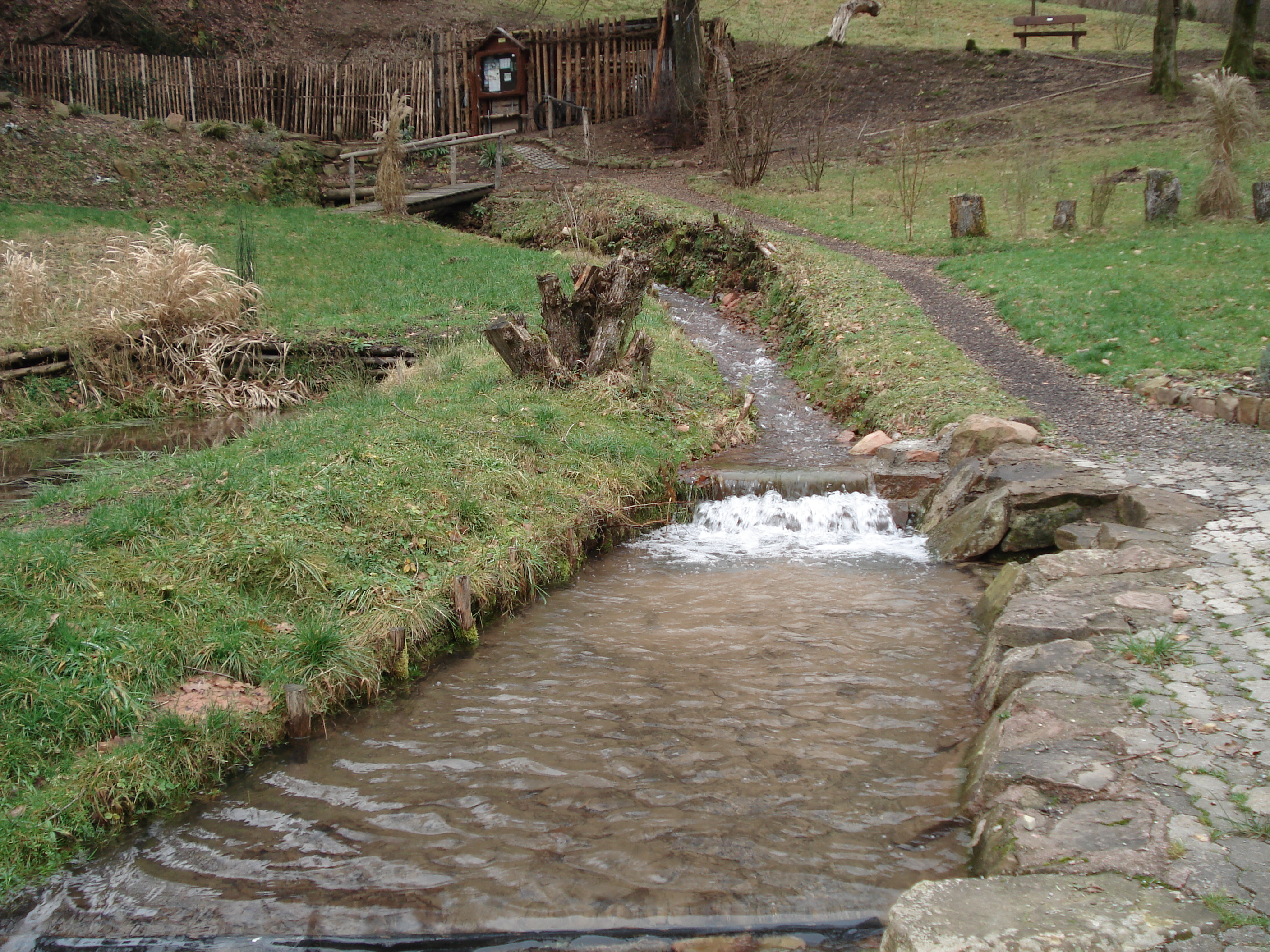

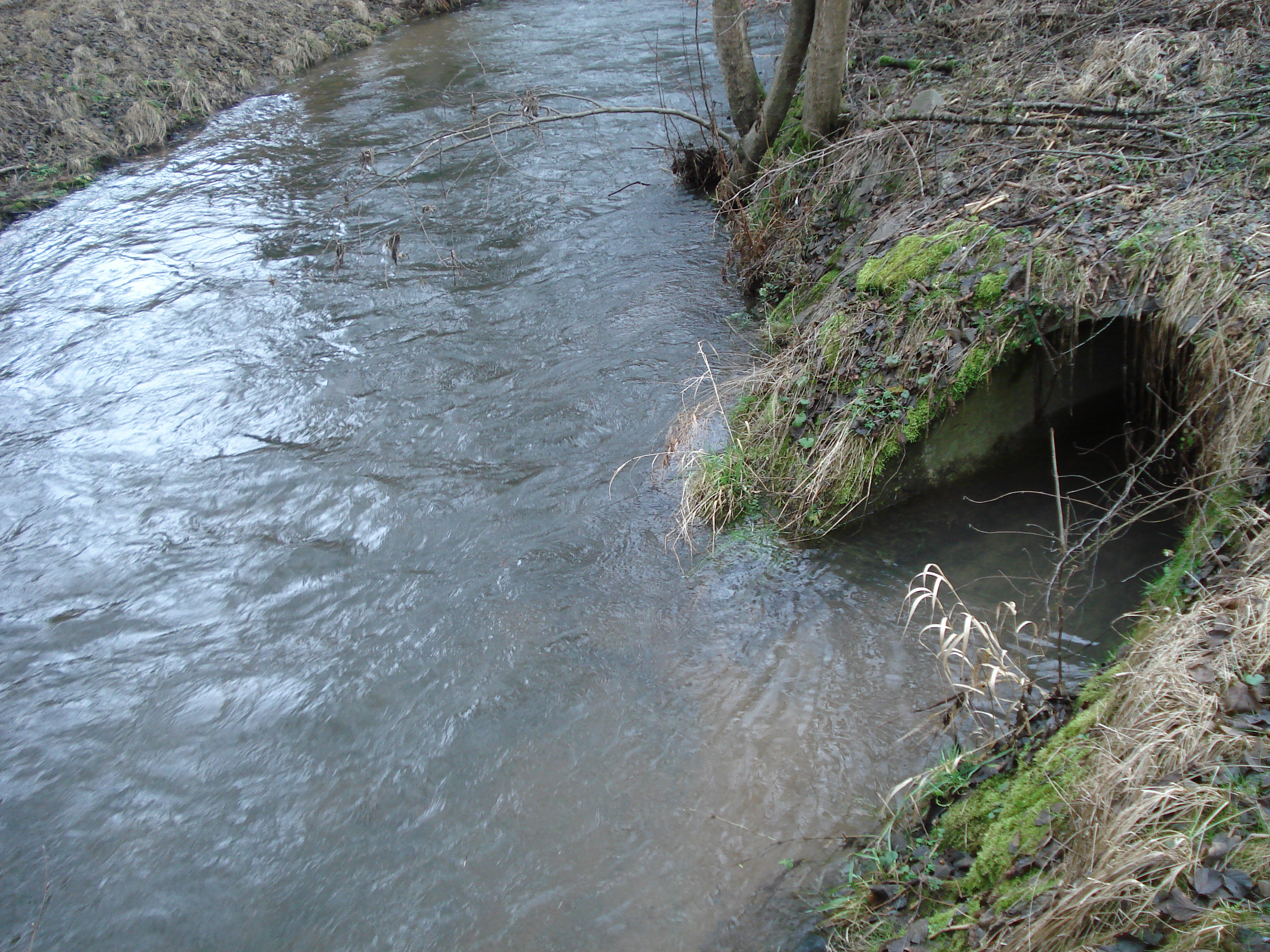

林德巴赫河（德語：Linderbach），是德國的河流，位於該國東南部，由巴伐利亞負責管轄，屬於洛爾河的左支流，河道全長0.9公里，流域面積1.9平方公里。